# (523983) 1999 RY214
(523983) 1999 RY214, também escrito como 1999 RY214, é um objeto transnetuniano que está localizado no cinturão de Kuiper, uma região do Sistema Solar. O mesmo possui uma magnitude absoluta de 7,4 e, tem um diâmetro com cerca de 125 km, por isso existem poucas chances que possa ser classificado como um planeta anão, devido ao seu tamanho relativamente pequeno. Este corpo celeste é um sistema binário, o outro componente, o S/2009 (1999 RY214) 1, possui um diâmetro estimado em cerca de 76 km.

## Descoberta
(523983) 1999 RY214 foi descoberto no dia 06 de setembro de 1999 por D. C. Jewitt, J. X. Luu e Chad A. Trujillo.

## Órbita
A órbita de (523983) 1999 RY214 tem uma excentricidade de 0.182 e possui um semieixo maior de 45.307 UA. O seu periélio leva o mesmo a uma distância de 37.069 UA em relação ao Sol e seu afélio a 53.545 UA.